# Milichiidae
Famille
Les Milichiidae sont une famille d'insectes diptères brachycères.

## Biologie
Les Milichiidae, en particulier ceux du genre Desmometopa peuvent être cleptoparasites d'insectes prédateurs tels que les Réduves (Hétéroptères) (Fig.1) et certaines araignées comme les Thomises (Fig.2) et les Néphiles (Fig.3) .
Les diptères sont attirés par les fluides corporels de la proie ou du prédateur et s'en nourrissent en commensaux Mieux vaudrait désigner un tel comportement sous le nom de "dipsoparasitisme"

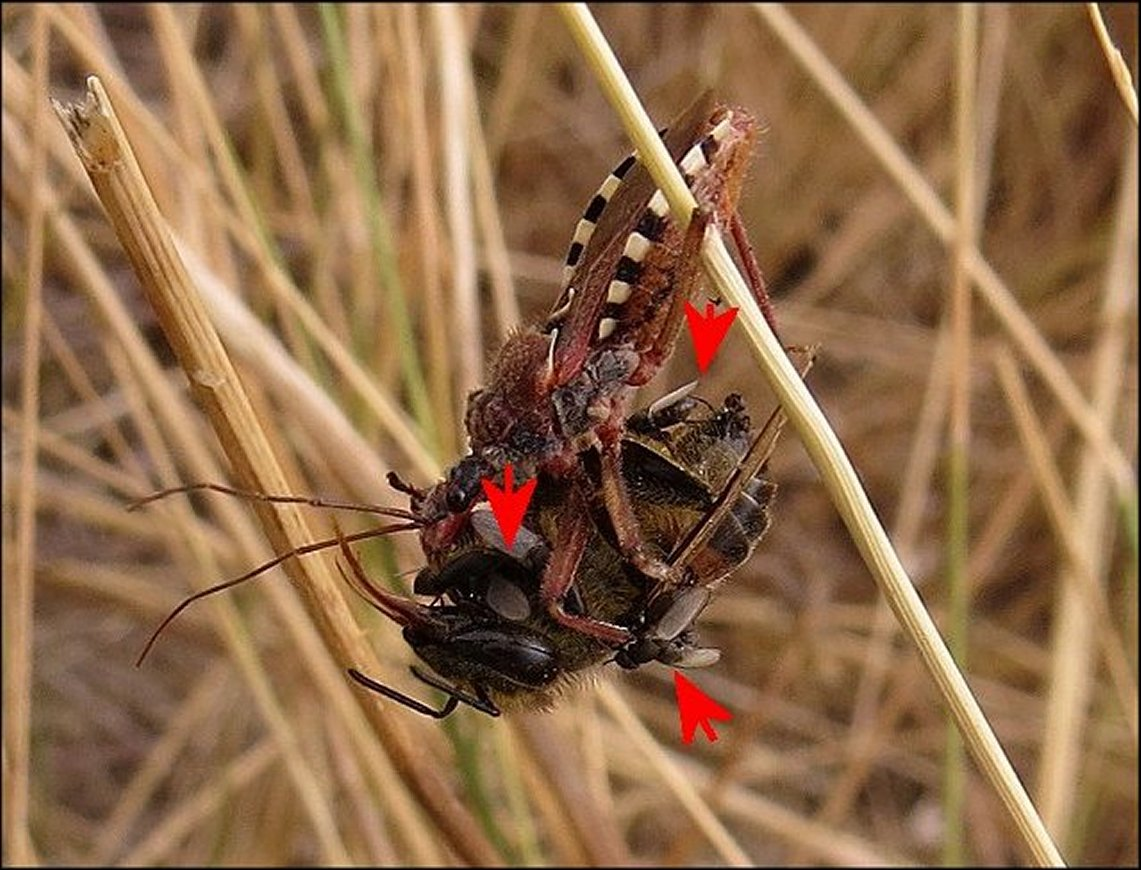
Fig.1 - Réduve Rhynocoris erythropus se nourrissant d'une abeille et Milichiidae commensaux (flèches). Garrigue languedocienne

## Liens externes

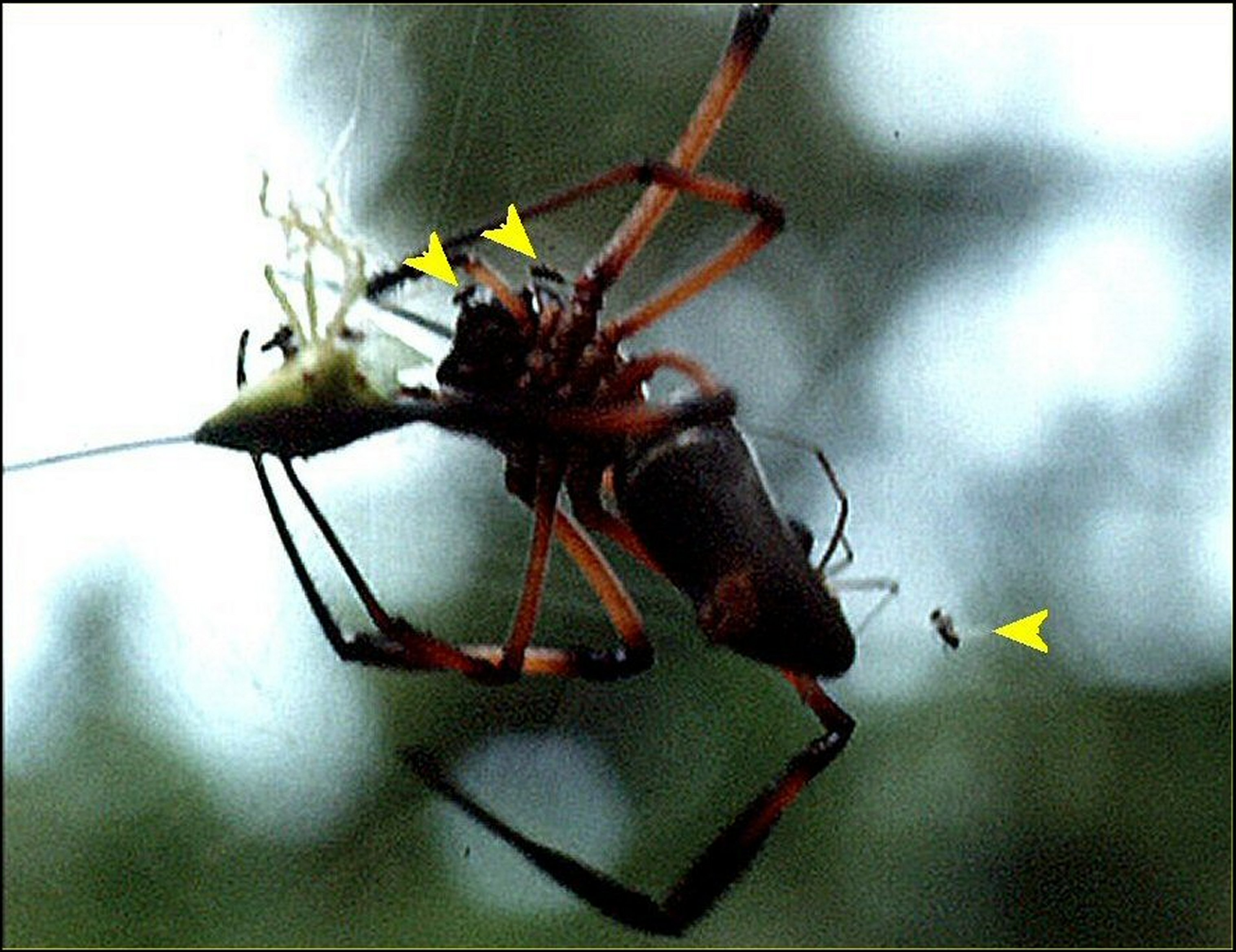
Fig.3 - Araignée Trichonephila inaurata se nourrissant d'une punaise pentatomide. Flèches : Milichiidae.
Île de Mahé, Seychelles. D'après une diapositive ancienne.

## Liste des genres

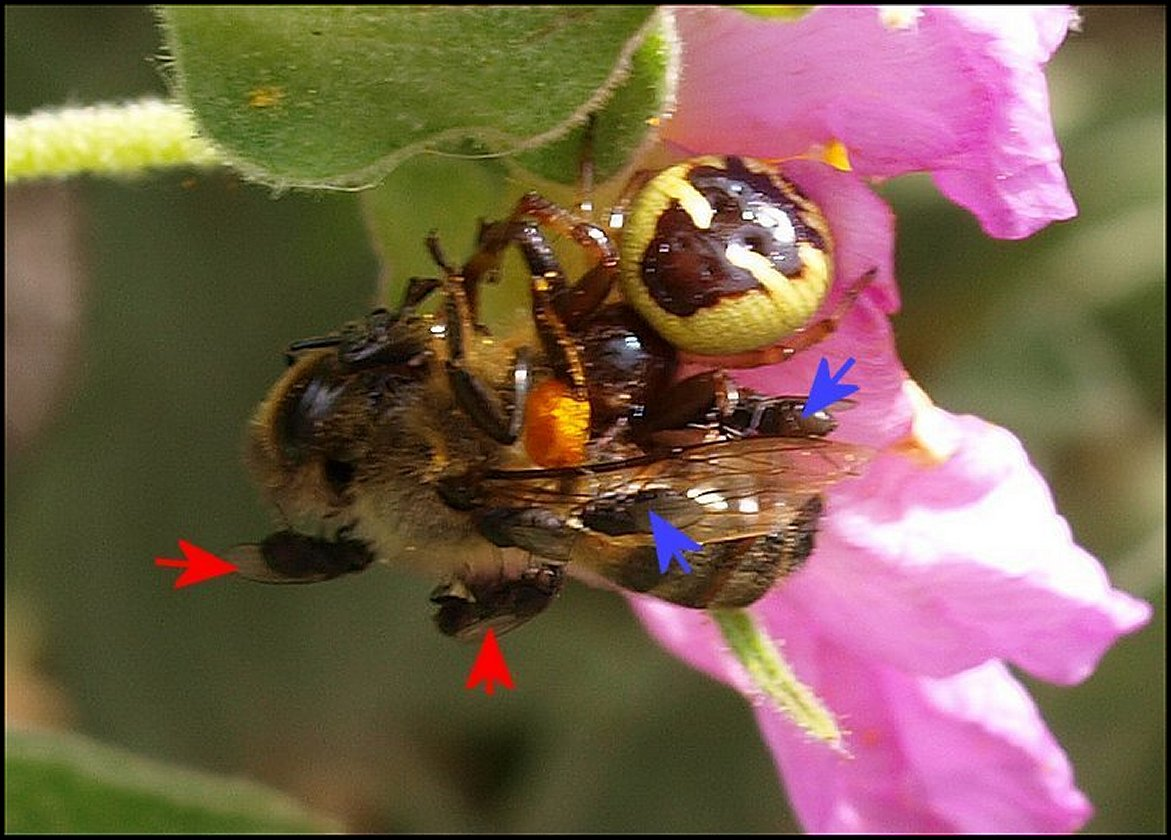
Fig.2 - Araignée thomise Synema globosum se nourrissant d'une abeille et Milichiidae commensaux (flèches). Garrigue languedocienne

Selon Catalogue of Life (28 févr. 2013) :
- sous-famille Madizinae
  - Aldrichiomyza
  - Desmometopa
  - Enigmilichia
  - Leptometopa
  - Madiza
  - Paramyia
  - Stomosis
- sous-famille Milichiinae
  - Eusiphona
  - Milichia
  - Milichiella
  - Pholeomyia
  - Ulia
- sous-famille Phyllomyzinae
  - Borneomyia
  - Costalima
  - Microsimus
  - Neophyllomyza
  - Paramyioides
  - Phyllomyza
  - Xenophyllomyza